# Dialeto são-marinhense
O são-marinhense, também conhecido como samarinês, são-marinense e san-marinense, é um  dialeto da língua romanhola falado por 83% da população da Sereníssima República de São Marinho. É considerado um dialeto intermediário entre os de Rimini, Valmarecchia e Urbino.
O dialeto de Serravalle é muito semelhante ao de Rimini, ao contrário dos dialetos de São Marinho. Os principais escritores de são-marinhense foram Pietro Rossi no século XIX, e Nino Lombardi, Marino Rossi e Giuseppe Macina.

## Nome dos municípios em são-marinhense
- Acquaviva: Aquaviva
- Borgo Maggiore: E Bórgh
- Chiesanuova: Cisanòva
- Dogana: Dughena
- Domagnano: Munt Dmagnên
- Faetano: Faitén
- Fiorentino: Fiurentêin
- Montegiardino: Munt Giardêin
- São Marinho: San Marèin, San Maroin ou Sitê
- Serravalle: Saravâl

## Exemplos
- Fui buscar um par de sapatos na Dogana: so andeda a to un per ad scherpi ma la Dughena / a so andè a tò un pera ad scherpi ma la Dughena
- O que está a fazer?: cus chet fè?, cust fè?, cus èll che t'fè?
- Venha cá: vin a che, vin i che
- Até logo: ac videm più tèrd, a s videm pio terd
- Não faça isso: nu fa csé, nu fa i sé
- Vou dormir: a vag a durmì
- Eu moro em São Marinho: a stag a San Maroin
- Não pode fazer nada: tu n si bun da fè gnint, tun sè fè gnint
- Nem sempre pode fazer o que quiser:  tu n pù fe sempri cum cut per ma té,  t'u n pò fè sempri cum ch'u t pèr ma te
- Eu posso: i a pòs, ji a poss
- Repara bem: guèrda bèin, guerda ben
- Não percebe: tu n capés, tu n capéss

«Sa l'eria tevda ch'porta inscìm l'avril, us ved al pavaiòli a svulazé, che in gir ti chemp al va cumé a purté, l'augùrie più gradid e più gentil.» (em são-marinhense)
«Com o ar quente que une abril, pode observar-se as borboletas a esvoaçarem nos campos, como se estivessem a carregar os desejos mais acolhidos e gentis.» (em português)— Nino Lombardi, Giurnéda d'avril - Giornata d'aprile - Dias de abril
Una nuvela del Bucasc
Donca a degh che a' temp d'e prim re 'd Cipre, dop fat la conquesta dla Tera Sänta da Gotifred 'd Buglion, è sucess ch'una gentildona 'd Guascogna l'andò a m'e Sepolcre in pelegrinagg, e a t'e turnä, ariväda ch'la fu a Cipre, la fu vilanament ultragiäda da di omne sceleräd. Lia, dulendsne 'd 'sta cosa, disperäda, la pensò d'andä a ricora da 'e re; ma u 'j fu det da qualch d'un ch'la perdria la fadiga, perché lù l'era d'una vita acsè sgraziäda, e tänt da poch, che non sol u 'n puniva con giustizia gl'ingiuri fati am i ältr, ma änzie e sustneva da vigliach tuta cla gran massa ch'i 'j ne feva m'a lù: tänt che chiunque l'avess avud con lù dla stezza, u 's sfugäva con fäj del bujarii e del birichinädi. La dona, sentend 'sta cosa, disperand d'otnè vendeta, per consuläss un poch de su disgust, la 's mis in testa 'd vlè stuzzigä la cujonagin 'd ché re; e, andäda da lù piangend, la 'j dess: "'E mi signor, i an vengh da té per dmandä vendeta dl'ingiuria ch'm'è städ fata ma, per mi sodisfazion, at pregh che 't m'insegna com t'fè a sufrì tut cl'ingiuri ch'a so ch'u 't ven fat, perché i a possa da té imparä a supurtä la mia con pazienza, e u 'l sa 'e Signor se i al psess fä, che volontier at la regalaria, perché a vegh t'hè 'e cor bon da suportäli"
'E re, städ fin da ché mument gnurgnon e pigre, com ch'u 's fuss proprie svigiäd alora, cmenzand con vendicä ben ben l'ingiuria fata am 'sta dona, el dventò un persecutor acanid 'd tut quii che da ché mument in pò i avess cumess qualcosa contra l'unor dla su curona.